# 下甑町手打
下甑町手打（しもこしきちょうてうち）は、鹿児島県薩摩川内市の大字。旧薩摩国甑島郡甑島郷手打村、甑島郡下甑村大字手打、薩摩郡下甑村大字手打。郵便番号は896-1601。人口は590人、世帯数は326世帯（2020年10月1日現在）。
甑島列島の下甑島の最南端に位置しており、字域の南部の手打湾は天然の良港として知られ、江戸時代には甑島郷の地頭の居館である地頭仮屋が置かれていた。2004年の市町村合併までは下甑村の村役場が置かれ村の中心地であった。

## 地理
薩摩半島の西部に浮かぶ甑島列島南部の下甑島の南部に位置している。字域の北方には下甑町青瀬、下甑町片野浦が接しており、他方には東シナ海が広がっている。
字域の南部には手打湾が広がり、湾頭には数列に2Km程の砂丘が並んでいる。また、古砂丘上からは弥生時代のものとみられる遺跡が見つかっており、その周辺に現在も集落が多く所在している。手打湾の沖合の地下からは海洋深層水が取水されており、こしき海洋深層水株式会社によって販売が行われている。
江戸時代に甑島郷の地頭仮屋が古砂丘上に置かれ、地頭仮屋を中心として麓が形成されている。明治時代の町村制施行以降は下甑村の役場や診療所、歴史民俗資料館がおかれ、村の拠点となっていた。手打には自治公民館が港、麓、本町の3箇所設置されている。

### 地名の由来
手打という地名は源平合戦（治承・寿永の乱）に敗れた平家の落人がこの地に流れ着いた際に「ここは良い所だ」と言い手を打ったという伝説に由来している。

### 自然公園・自然保護地区
2015年（平成27年）3月16日に甑島列島の区域を対象とした国定公園として「甑島国定公園」が指定された。手打の区域においては東部と西部の一部が国定公園の区域に含まれており、2015年（平成27年）3月16日の鹿児島県告示「甑島国定公園区域内における特別地域の指定」により一部が特別地域に、「甑島国定公園区域の海域内における海域公園地区の指定」によって手打の海域が「下甑島西海岸海域公園地区」にそれぞれ指定された。

### 山岳
国土地理院地図（抄）。
- 口岳 - 標高487.3m
- 勝山 - 標高389.5m
- ひょうたん岳 - 標高364.5m

### 島嶼・岩礁
国土地理院地図（抄）。陸繋した浜辺や海礁上の小岩、無名の岩を除く。
- 長瀬（おさんせ）

## 歴史

### 前史時代
手打では弥生土器や人骨が発掘されており、「大原・宮園遺跡」では弥生時代中期前半以降の遺物が出土しており、成川式土器やそれに関連する墓などが発掘されている。手打湾沿岸には「手打貝塚」と呼ばれる貝塚が出土しており、弥生時代終末期から古墳時代にかけてのものである。本土の土器が発掘されており、本土の弥生文化の影響を受けているものの、地域色の濃い土器も発掘されている。

### 手打村の成立から町村制施行まで

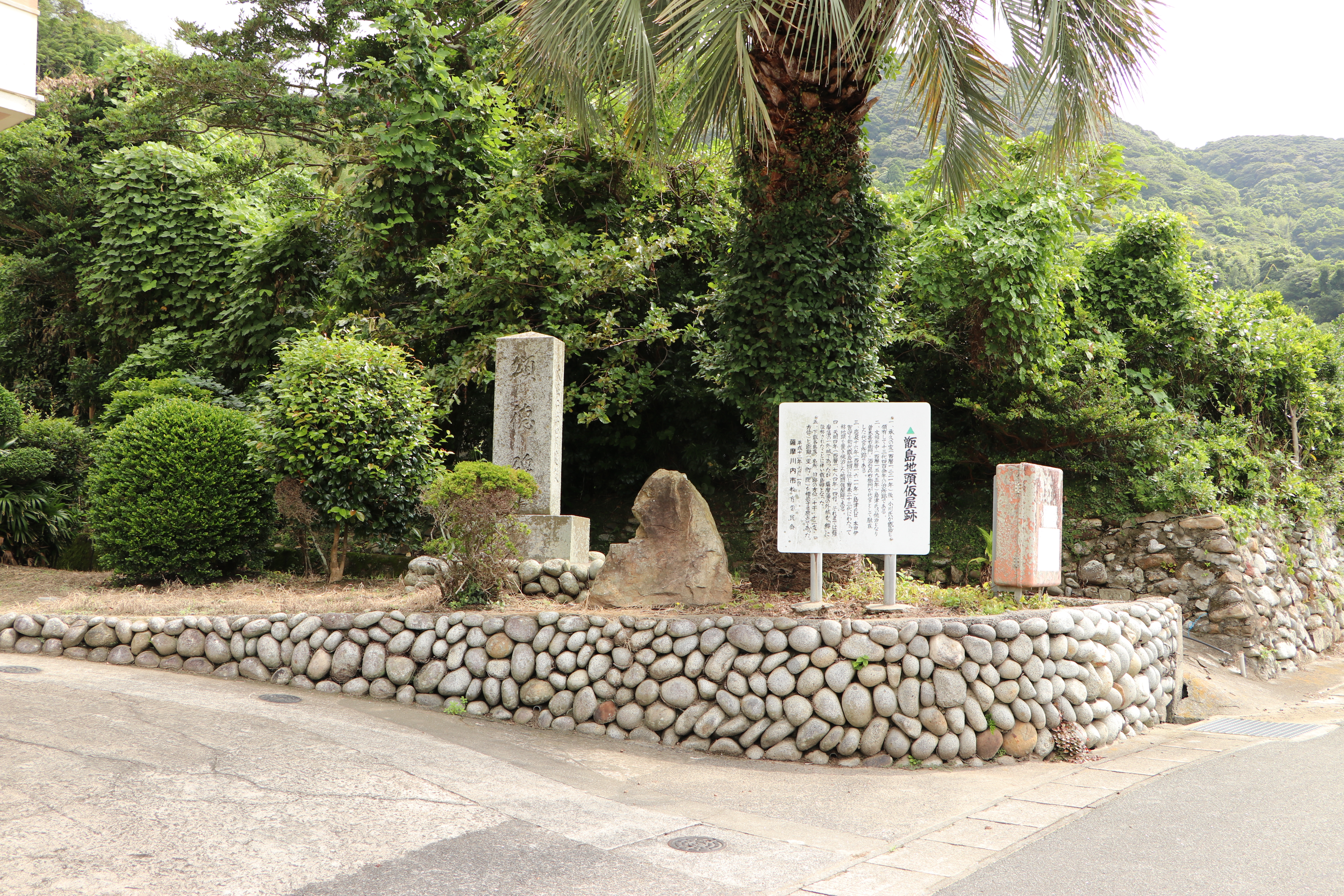
甑島郷の地頭仮屋跡

手打という地名は江戸時代より見え、薩摩国甑島郡甑島郷（外城）のうちであった。村高は「三州御治世要覧」では973石余、「旧高旧領取調帳」では933石余であった。伊能忠敬が著した「九州東海辺沿海村順」によると現在の手打の区域には手打村172戸、下甑村28戸、浜之市浦219戸があったと記載されている。
甑島郷の地頭の居館である地頭仮屋は郷内に3か所設置されていたが、そのうちの1つが手打村（現在の薩摩川内市役所甑島振興局下甑支所の場所）に置かれていた。また、現在の手打港の南にある津口鼻には遠見番所及び津口番所が設置されていたほか、西部には薩摩藩の直営の牧場である「下甑野牧」（1709年廃止）が置かれていた。
江戸時代には鎖国が行われていたが、ポルトガル人やインド人などがキリスト教の布教を目的に来日する途上に小串海岸に漂着し、現在では南蛮洞窟と呼ばれる洞窟に暮らしていたといい、のちに村人に発見され長崎送りとなっている。
明治時代になると手打に小学校や警察署の分署が置かれた。1884年（明治17年）には下甑島の長濱村、青瀬村、片之浦村、瀬々之浦村、藺牟田村、手打村を管轄する戸長役場が手打村に設置された。

### 町村制施行以降の手打
1889年（明治22年）に町村制が施行されたのに伴い、下甑島にあった下甑島にある手打村、片野浦村、瀬々野浦村、青瀬村、長浜村、藺牟田村の6村が合併し下甑村が発足。それまでの手打村の区域は下甑村の大字「手打」となった。また村役場は手打に置かれた。翌年の1890年（明治23年）2月5日には、下甑村の条例「下甑村区会条例」によって町村制第64条及び第114条に基づく区である「第一区」が大字手打一円を区域として設置された。1917年（大正6年）には、村区が改正され、第一区は麓一円の字高竹以西に改められ、「濱区」が字石垣以東の濱の区域に、「在区」が在の区域に設置された。
2004年（平成16年）10月12日に下甑村が川内市、東郷町、入来町、祁答院町、樋脇町、鹿島村、上甑村、里村と新設合併し薩摩川内市が設置された。この市町村合併に伴い設置された法定合併協議会において大字名については「従前の村名を町名とし、これを従前の大字名冠したものをもって、大字とする」と協定され、旧村名である「下甑村」の村を町に置換え、従前の大字名である手打に冠することとなった。合併当日の10月12日に鹿児島県の告示である「 字の名称の変更」が鹿児島県公報に掲載された。この告示の規定に基づき即日名称の変更が行われ、大字名が「手打」から薩摩川内市の大字「下甑町手打」に改称された。

## 文化財

### 国指定
- 甑島のトシドン（重要無形民俗文化財、無形文化遺産の保護に関する条約に基づく無形文化遺産）
下甑島の年中行事である。1977年に国の重要無形民俗文化財に指定されている[27][28]。また2009年（平成21年）、国連教育科学文化機関(UNESCO)の無形文化遺産の新制度第1号のひとつとして「甑島のトシドン」が登録された[29]。手打地区の保存会は「港トシドン保存会」、「麓トシドン保存会」、「本町トシドン保存会」がある[30]。2018年（平成30年）に秋田県男鹿市のなまはげを含む国指定重要無形民俗文化財とグループ化し「来訪神：仮面・仮装の神々」の構成文化財の一つとなった[31]。

### 県指定
- 甑島の植物繊維衣料（有形民俗文化財） - 2005年4月19日指定[32]
下甑郷土館所蔵。綿を主材料として甑島伝統の紡織習俗によって制作された衣類[32]。

### 市指定
薩摩川内市が指定している文化財は以下のとおりである。
- 武士踊

## 施設

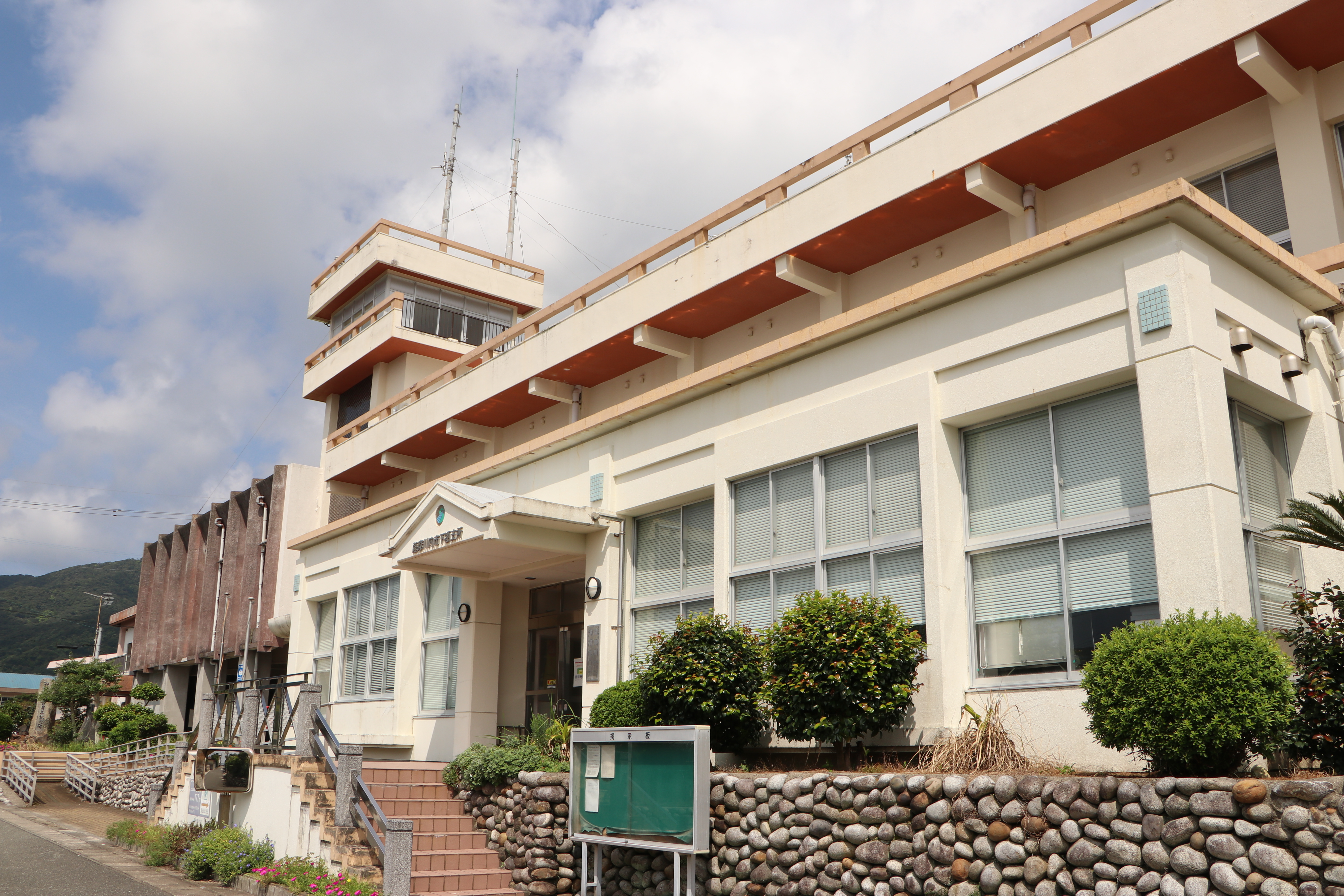
薩摩川内市役所甑島振興局下甑支所

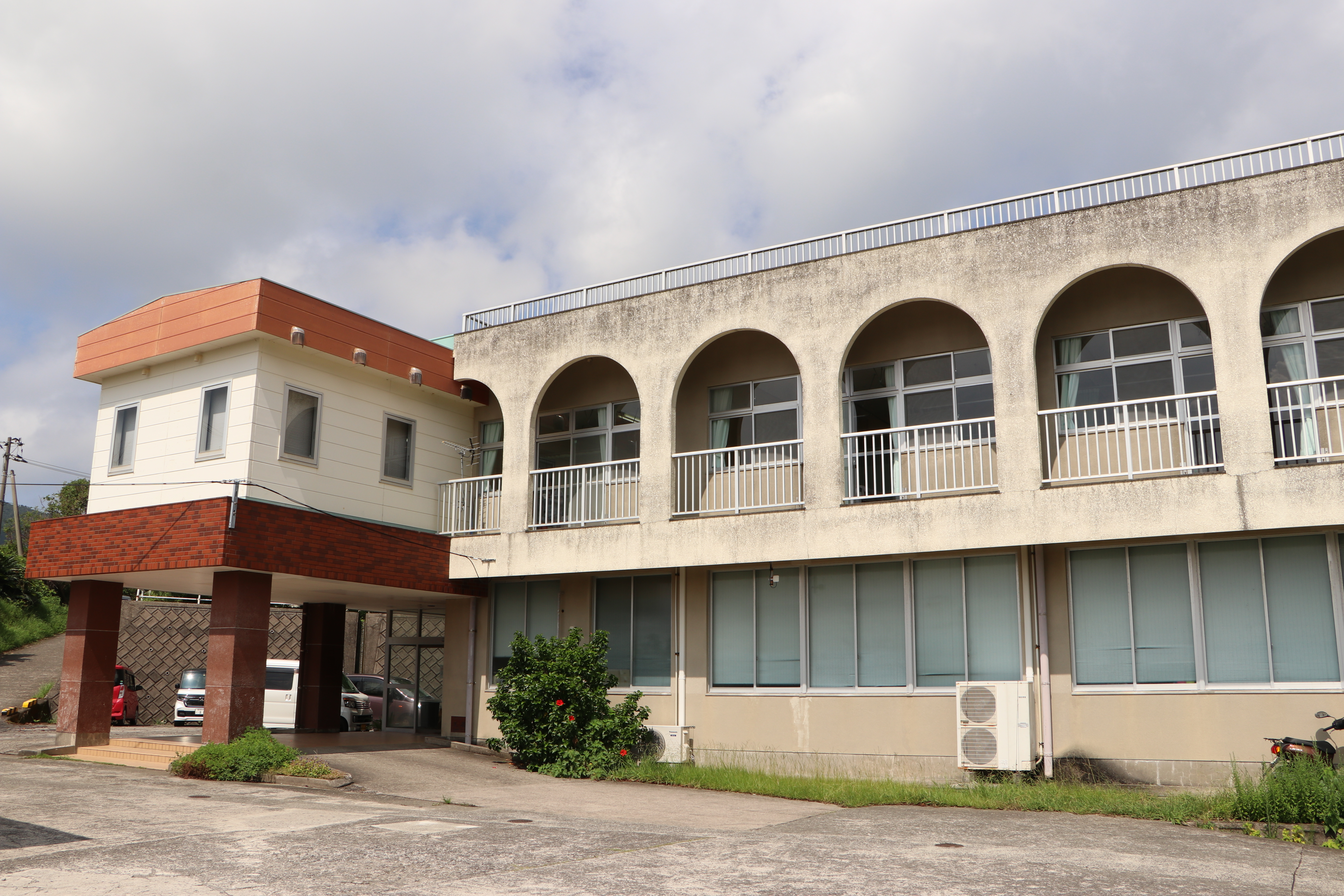
薩摩川内市下甑手打診療所

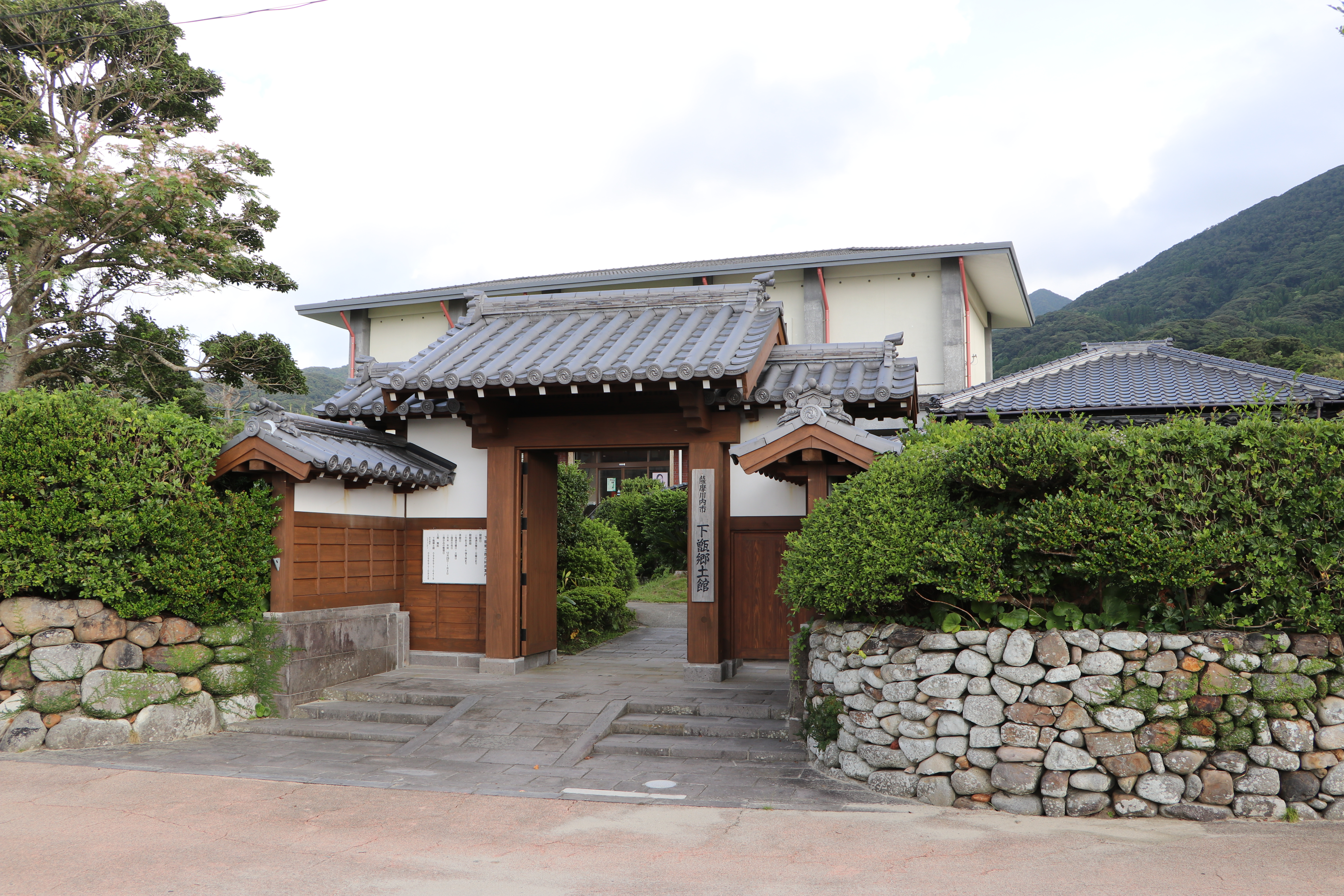
薩摩川内市下甑郷土館

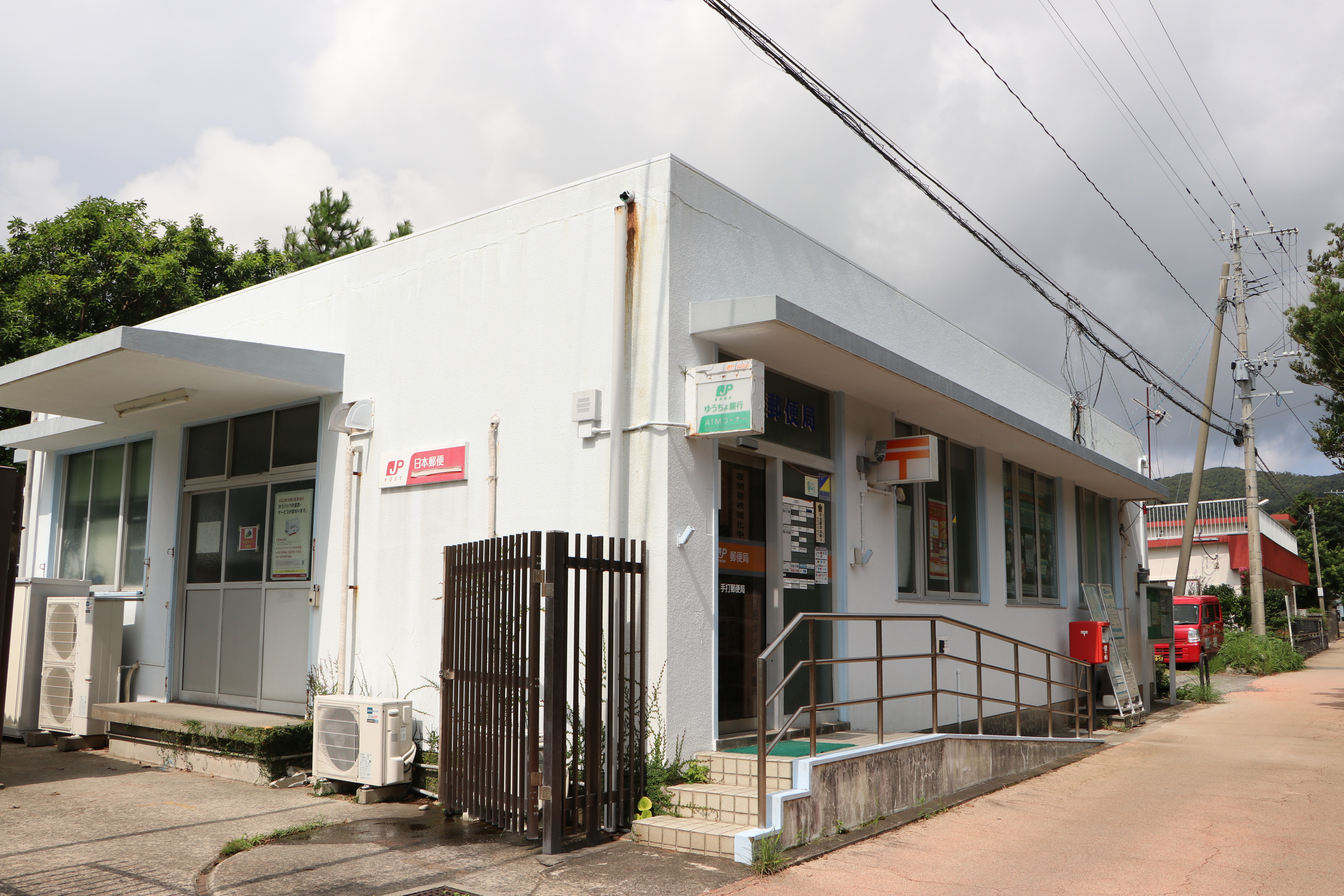
手打郵便局

### 公共
- 薩摩川内市役所甑島振興局下甑支所（旧下甑村役場）[34]
  - 薩摩川内市立図書館下甑分館[35]
- 薩摩川内市下甑手打診療所[36]
漫画「Dr.コトー診療所」に登場する主人公の医師は、2015年まで下甑手打診療所に勤務していた医師がモデルになっている[37][38]。
- 薩摩川内市社会福祉協議会下甑支所[39]
- 薩摩川内市シルバー人材センター下甑支所[39]
- 下甑高齢者多目的ホール[39]
- 下甑住民生活センター[39]
- 下甑手打へき地保健福祉館[39]
- 手打地区コミュニティセンター[40]
- 薩摩川内市下甑郷土館[41]

### 教育
- 薩摩川内市立海陽中学校（休校中）[42]
- 薩摩川内市立手打小学校[43]

### 郵便
- 手打郵便局[44]

### 寺社
- 新田神社
小川氏が手打を領していた時代に勧請された神社である[45]。
- 諏訪神社[46][47][19]
- 大照寺[46]
- 法雲寺[48]

### 商業
- こしき海洋深層水本社（南国殖産子会社[49]）
  - 手打湾の沖合で取水される海洋深層水の取水及び販売やにがりの製造販売を行う[50]。

## 人口
以下の表は国勢調査による小地域集計が開始された1995年以降の人口の推移である。
| 年                 | 人口  |
| ------------------ | ----- |
| 1995年（平成7年）  | 1,037 |
| 2000年（平成12年） | 1,010 |
| 2005年（平成17年） | 884   |
| 2010年（平成22年） | 770   |
| 2015年（平成27年） | 665   |
| 2020年（令和2年）  | 590   |

## 教育
下甑町手打には「薩摩川内市立手打小学校」が設置されており、かつては「薩摩川内市立海陽中学校」が設置されていた。

### 高等教育
手打には高等学校が設置されておらず、また甑島列島内にも全日制高校や通信制高校の学習センターは設置されていない。甑島列島内の高校受験生は、学区の制約なく県内の全ての県立高校へ進学できるため、中学校卒業生の多くは九州本土などに転出して、島外の高校に進学する。

### 中学校

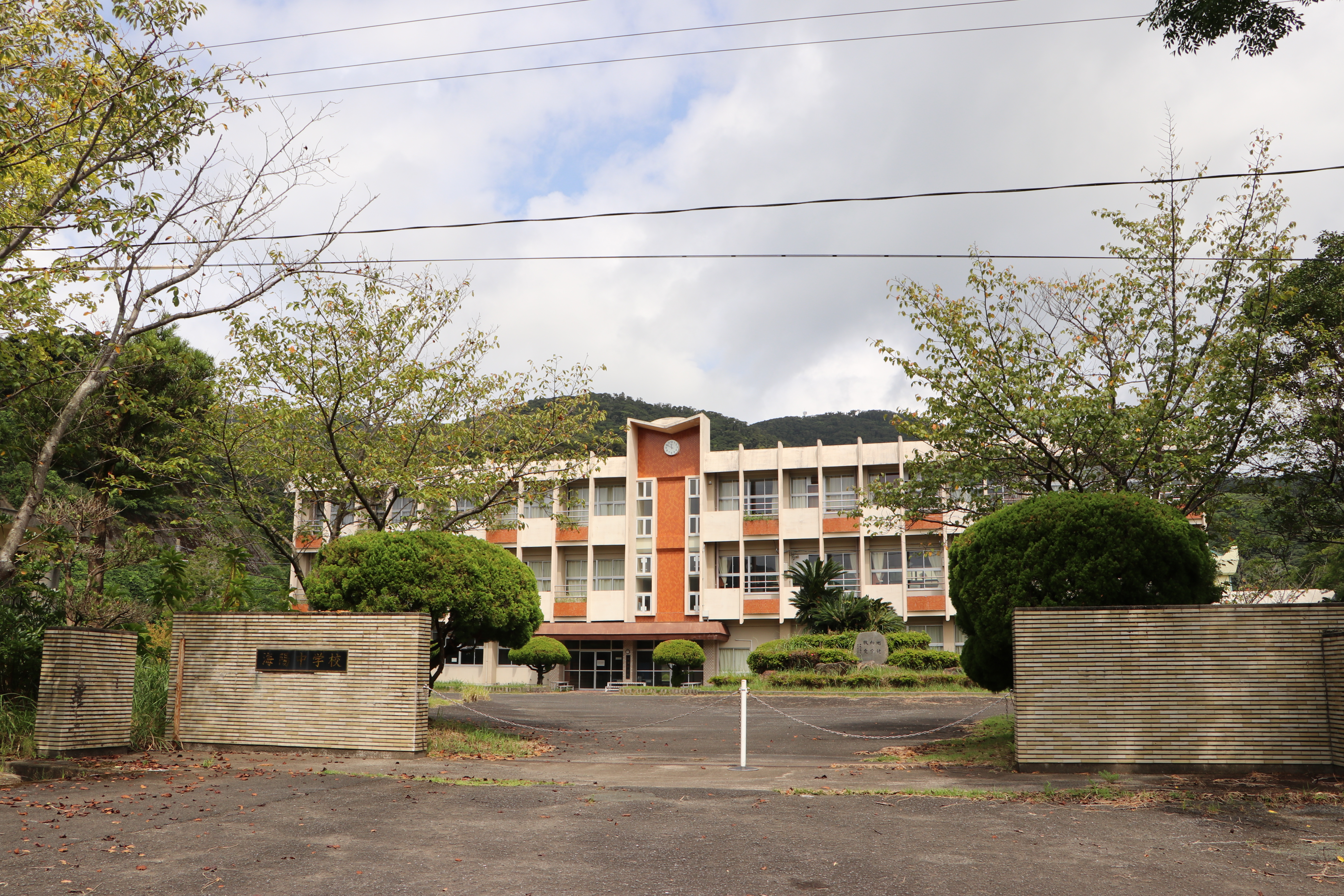
薩摩川内市立海陽中学校

1947年（昭和22年）に「下甑村立手打中学校」が設置され、1980年（昭和55年）に「下甑村立海陽中学校」となった。海陽中学校は2021年（令和3年）3月31日を以て休校となり、海陽中学校の通学区域の生徒は下甑町青瀬にある薩摩川内市立海星中学校に通学する。2024年（令和6年）4月1日付で閉校となった。

### 小学校

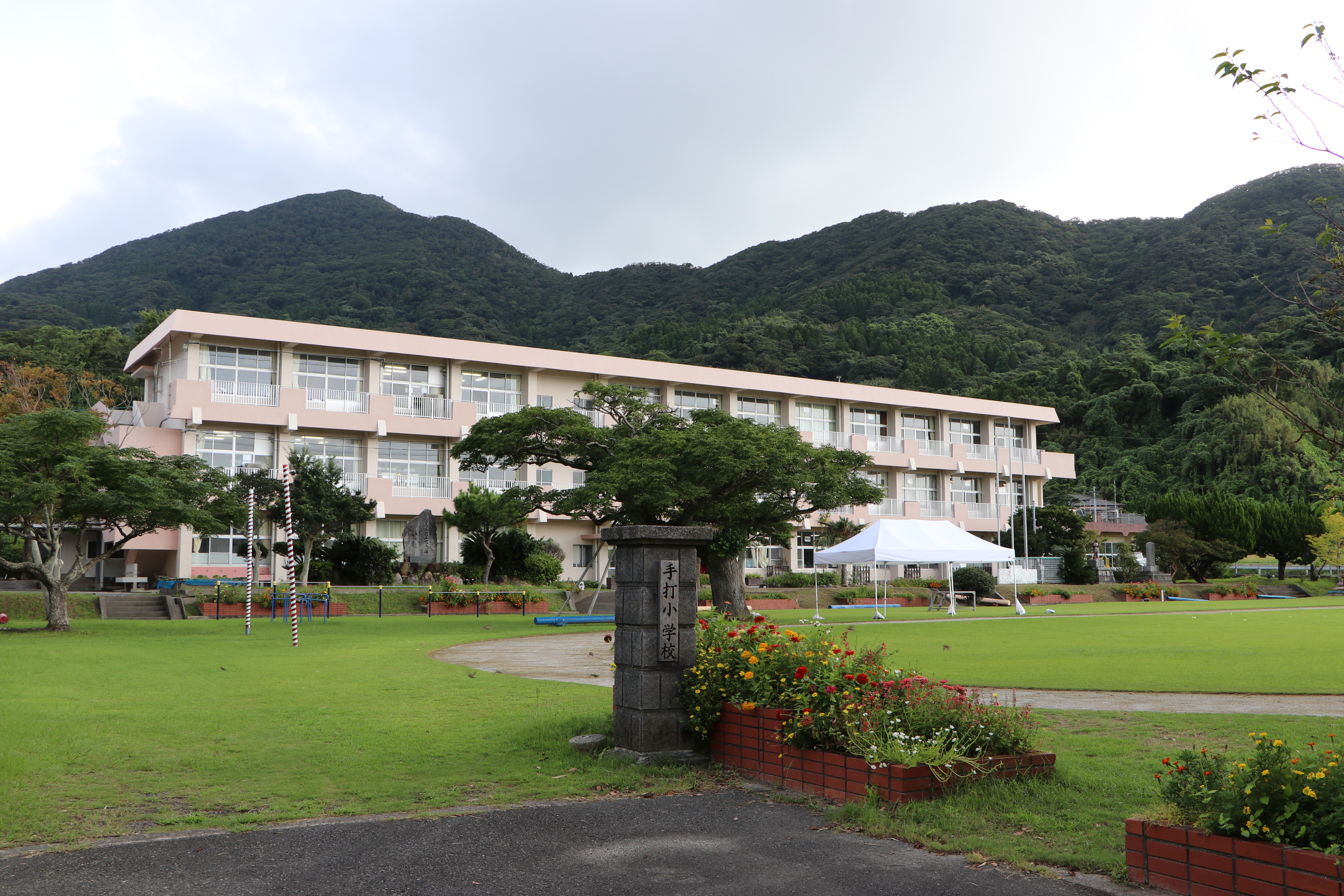
薩摩川内市立手打小学校

明治元年頃に手打学館と呼ばれる御仮屋に置かれた学校が開設され、1892年（明治25年）に学校令により尋常小学校となり、1901年（明治34年）に高等科が設置された。
1941年（昭和16年）に国民学校令が施行され「手打国民学校」となり、第二次世界大戦終戦後の1947年（昭和22年）に「手打小学校」となった。

### 幼稚園
1970年（昭和45年）に手打幼児学級として設置され、1978年（昭和53年）に「下甑村立手打小学校附属幼稚園」として設立された。2015年（平成27年）に閉園している。

### 小・中学校の学区
市立小・中学校の学区（校区）は以下の通りである。
| 大字       | 小字 | 小学校                 | 中学校                 |
| ---------- | ---- | ---------------------- | ---------------------- |
| 下甑町手打 | 全域 | 薩摩川内市立手打小学校 | 薩摩川内市立海星中学校 |

## 交通

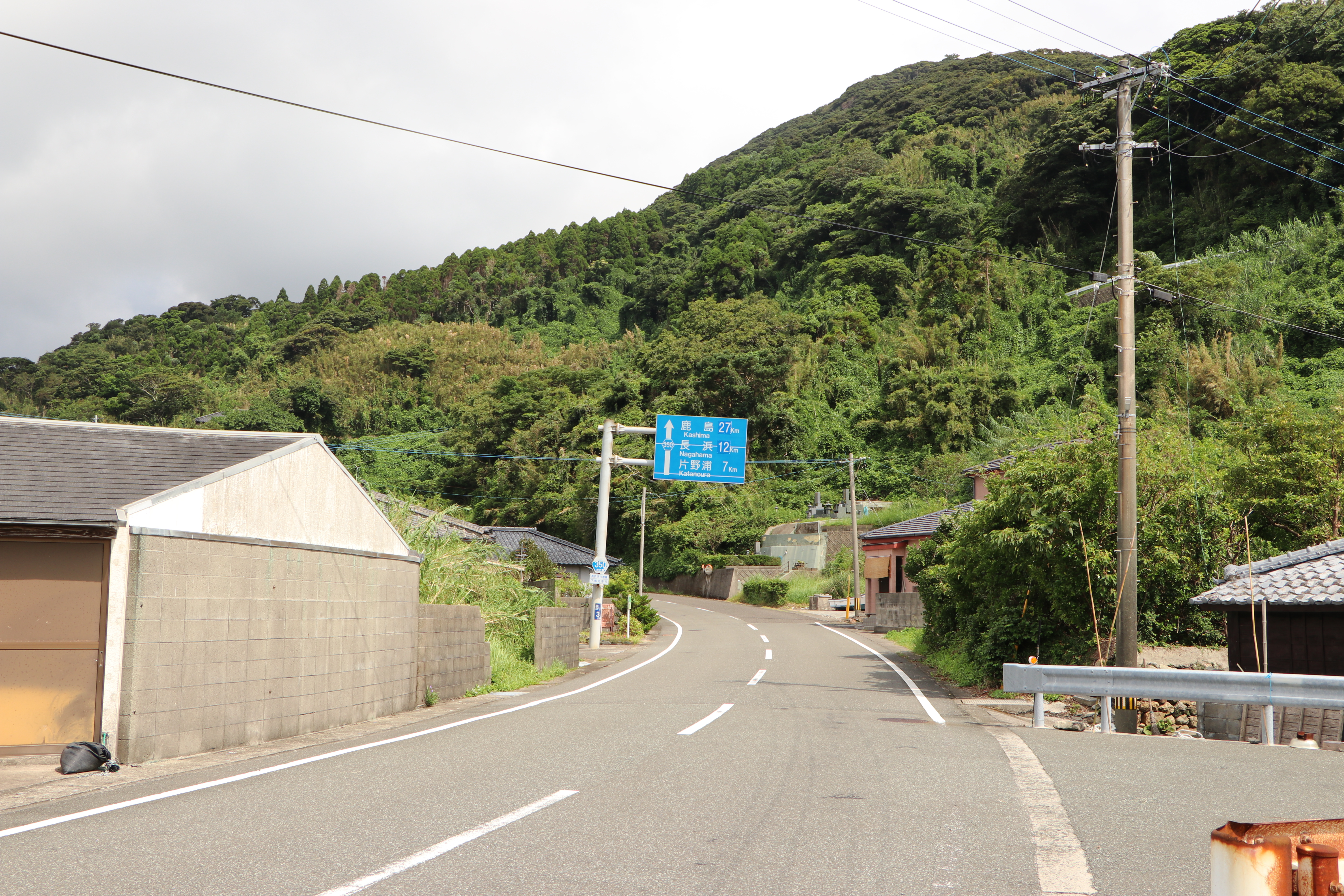
県道349号を手打港から鹿島方面を望む

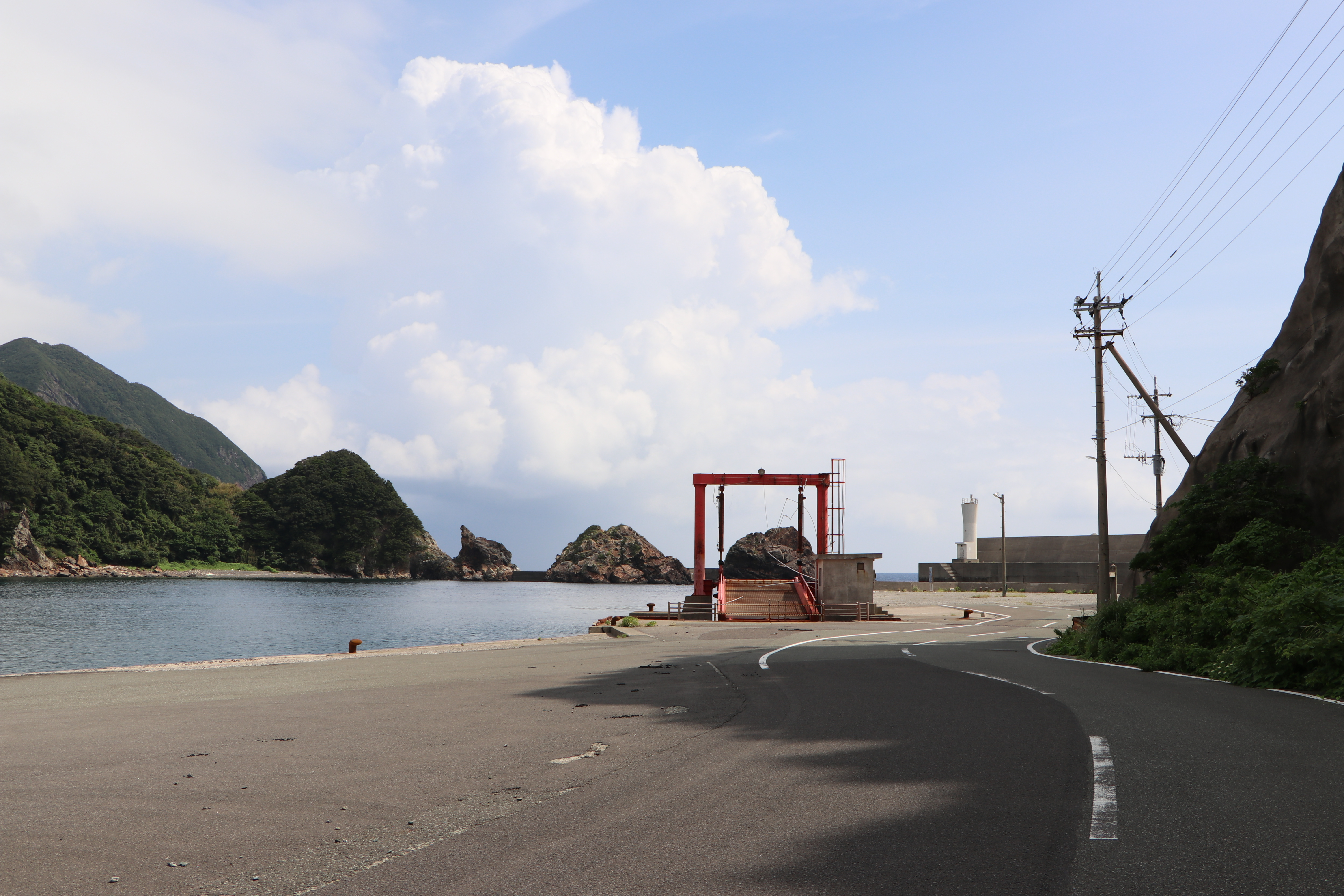
手打港

1972年（昭和47年）に鹿児島県道349号手打藺牟田港線の青瀬から手打までの区間が開通し、1982年（昭和57年）には、信号機が手打派出所（現在の手打駐在所）に設置された。

### 陸上交通

#### 道路
一般県道
- 鹿児島県道349号手打藺牟田港線
- 鹿児島県道350号長浜手打港線

#### バス
里町里（上甑島）の里港から手打、手打から下甑町片野浦までを結ぶコミュニティバスである「甑かのこゆりバス」が運行されている。手打の区域にあるバス停は2020年（令和2年）現在以下のとおりとなっている。
- こしき縦貫バス（手打港 - 里港）
手打港 - 漁協前 - 浜上 - 法雲寺 - 平之上 - 下甑支所前 - 手打小学校前 - 大原 - 田畑 - 白木 - 本町公民館前 - 竜宮の里 - 本町 - 向 - 城之峰 - 手打トンネル - 佐野浦
- 手打・片野浦線
手打港 - 漁協前 - 浜上 - 法雲寺 - 平之上 - 下甑支所前 - 手打小学校前 - 大原 - 田畑 - 白木 - 本町公民館前 - 竜宮の里 - 本町 - 向 - 城之峰 - 県道三差路

### 海上交通

#### 港湾施設
- 手打港

#### 灯台施設
- 釣掛崎灯台 - 下甑島の最南端にある[13][68]。1896年（明治29年）2月15日に点灯[69]。江戸時代には異国船の監視を行う遠見番所が置かれていた[69]。

## 関連する人物

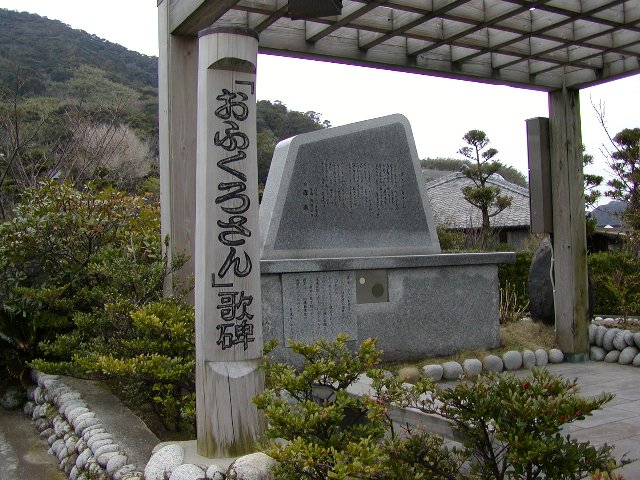
手打に設置されている「おふくろさん」歌碑

- 森進一（歌手、作曲家）
手打は母親の出身地である。1999年（平成11年）10月31日に森進一の曲である「おふくろさん」の歌碑が設置された[70][71][72]。
- 小倉一郎（俳優、歌手）
生後まもなく母を亡くし、親代わり叔母のもとで小学1年の夏の上京するまで両親の出身地でもある手打で過ごした[73]。2010年（平成22年）4月7日に薩摩川内市観光大使に任命された[73]。

## 手打が登場する作品
- 『釣りバカ日誌9』 - 手打海岸にてロケが行われた[74][75][70]。村民21名もエキストラとして出演した[70]。